# Ghostly International
Ghostly International, ou simplement Ghostly, est un label indépendant américain de musique électronique, basé à Brooklyn, New York. Il est fondé par Samuel Valenti IV en 1999 et anciennement basé à Ann Arbor, dans le Michigan. 

## Histoire
Ghostly International est fondé à Ann Arbor, dans le Michigan, par Sam Valenti IV en 1999, qui a grandi dans la banlieue de Détroit où, devenu fan de la culture musicale underground, il se faufilait dans les clubs de hip-hop en transportant des disques pour Houseshoes, son héros DJ de Détroit. Plus tard, Valenti devient lui-même DJ, sous le nom de DJ SpaceGhost ; ce thème est repris dans le nom et le logo de Ghostly International.
Valenti rencontre Matthew Dear lors d'une fête à domicile à laquelle il participe pendant sa première semaine à l'université du Michigan à Ann Arbor. Leur affection commune pour la musique électronique, en particulier la techno de Détroit, conduit au premier single de 12 pouces du label (et de Dear), Hands Up for Detroit. Ghostly connait ensuite un premier succès avec les albums de Mullinix et Disco Nouveau, une compilation comprenant des artistes tels que ADULT, Solvent, Legowelt, Daniel Wang et DMX Krew, inspirée par le mouvement Italo disco des années 1970 et 1980.
Depuis, le label élargit son champ d'action à des groupes tels que Skeletons and the Girl-Faced Boys et Mobius Band, dont le son rock s'accorde avec les tendances excentriques du label. Également connu pour la conception avant-gardiste de ses emballages par des artistes tels que Will Calcutt et Deanne Cheuk, ainsi que pour les logos Boy, Cat et Bird de Michael Segal, Ghostly International vise à offrir une expérience esthétique complète.
Ghostly International et Adult Swim publient une compilation appelée Ghostly Swim, disponible gratuitement sur le site web d'Adult Swim. Il est publié avec un titre bonus le 27 janvier 2009 sous la forme d'un CD en édition limitée. Une suite à Ghostly Swim,Ghostly Swim 2, sort en version numérique le 23 décembre 2014 et en CD le 28 avril 2015.
Le label participe également à la création de bandes originales de jeux vidéo. En 2014, Ghostly publie un album de compilation d'œuvres nouvelles et précédemment enregistrées par des artistes de Ghostly pour servir de bande sonore au jeu vidéo Hohokum. Un an plus tard, la première bande son du jeu vidéo Minecraft acclamé par la critique par le musicien allemand C418 est publiée par Ghostly sous forme de LP vinyle le 21 août 2015, quatre ans après sa sortie numérique originale par C418,. En 2018, une version en édition limitée de la console de jeu vidéo de salon Super Nt est fabriquée par Analogue et Ghostly International,.
En 2015, Ghostly International déménage à Brooklyn, New York, où elle est toujours basée depuis lors.

## Spectral Sound
Spectral Sound est un label indépendant américain de musique électronique créé en 2000 par Samuel Valenti IV (fondateur de Ghostly International),. La première sortie officielle d'un album sous le label Spectral Sound est l'album de Matthew Dear Leave Luck to Heaven en 2003. Spectral Sound est considéré comme le sous-label de Ghostly International avec des sonorités plus techno / house.

## Groupes et artistes
- 10:32
- Aeroc
- Ben Benjamin
- Black Marble
- Cepia
- The Chap
- Choir of Young Believers
- Christopher Willits
- Clark Warner
- Com Truise
- Tadd Mullinix (Dabrye)
- Daniel Wang
- Deastro
- Dykehouse
- JDSY
- Jeffery Sfire
- Kill Memory Crash
- Kiln
- Loscil
- Lusine
- Mary Lattimore
- Matthew Dear
- Michna
- Midwest Product
- Mike Servito
- Mobius Band
- North Valley Subconscious Orchestra
- PostPrior
- Sam Valenti IV
- School of Seven Bells
- The Sight Below
- Skeletons and the Kings of All Cities
- Solvent
- Syntaks
- Tycho
- Xeno and Oaklander